# Alpiscorpius ypsilon
Espèce
Alpiscorpius ypsilon est une espèce de scorpions de la famille des Euscorpiidae.

## Distribution
Cette espèce se rencontre en Slovénie en Haute-Carniole et en Basse-Styrie et en Autriche en Carinthie.

## Description
Le mâle holotype mesure 22,228 mm.

## Publication originale
- Kovařík, Štundlová, Fet & Šťáhlavský, 2019 : Seven new Alpine species of the genus Alpiscorpius Gantenbein et al., 1999, stat. n. (Scorpiones: Euscorpiidae). Euscorpius, no 287, p. 1-29 (texte intégral).